# Dendroseris
Dendroseris is een geslacht uit de composietenfamilie (Asteraceae). De soorten uit het geslacht zijn endemisch op de Juan Fernández-archipel, gelegen in de Grote Oceaan ten westen van Chili.

## Soorten
- Dendroseris berteriana
- Dendroseris gigantea
- Dendroseris litoralis
- Dendroseris macrantha
- Dendroseris macrophylla
- Dendroseris marginata
- Dendroseris micrantha
- Dendroseris mollis
- Dendroseris neriifolia
- Dendroseris pinnata
- Dendroseris pruinata
- Dendroseris regia